# Durania (ort)
Durania är en ort i Colombia.   Den ligger i departementet Norte de Santander, i den norra delen av landet, 400 km norr om huvudstaden Bogotá. Durania ligger 961 meter över havet och antalet invånare är 3 470.
Terrängen runt Durania är kuperad åt nordost, men åt sydväst är den bergig. Terrängen runt Durania sluttar norrut. Runt Durania är det ganska glesbefolkat, med 50 invånare per kvadratkilometer. Närmaste större samhälle är Chinácota, 13,3 km sydost om Durania. I omgivningarna runt Durania växer i huvudsak städsegrön lövskog.